# Signé Satyajit Ray
Signé Satyajit Ray (Ray) est une série télévisée d'anthologie en langue hindi indienne de 2021 La série est réalisée par Srijit Mukherji, Vasan Bala et Abhishek Chaubey. Il est produit par Ajit Andhare. La série comprend quatre épisodes autonomes.
La bande-annonce de la série est sortie le 8 juin 2021. La série est sortie le 25 juin 2021 sur Netflix.

## Synopsis
De la satire au thriller psychologique, cette série porte à l'écran quatre nouvelles du célèbre réalisateur, écrivain et compositeur indien Satyajit Ray,,.

## Distribution[5]

### Épisode 1
- Ali Fazal : d'Ipsit Rama Nair
- Shweta Basu Prasad : Maggie
- Anindita Bose : Rhea Sarfan
- Shruthy Menon : d'Amala Nair
- Gavin Methalaka : Gary

### Épisode 2
- Kay Kay Menon : d'Indrashish Shah
- Bidita Bag : Debashree Roy
- Rajesh Sharma : Suresh Sharma
- Dibyendu Bhattacharya : Peer Baba
- Kharaj Mukherjee : Ghosh (propriétaire)
- Alokananda Roy : Paarul (la grand-mère d'Indrashish)

### Épisode 3
- Manoj Bajpayee : Musafir Ali
- Gajraj Rao : d'Aslam Baig
- Raghubir Yadav : Hakim Saab (médecin)
- Manoj Pahwa : propriétaire de la boutique Rooh Safa

### Épisode 4
- Harshvardhan Kapoor : Vikram « Vik » Arora
- Radhika Madan : Didi
- Akansha Ranjan Kapoor : d'Anuya
- Chandan Roy Sanyal : Roby Ghosh
- Vasan Bala : réalisateur Ramen Malik
- Rajeev Masand : lui-même
- Niren Bhatt : producteur Kapoor
- Sayantan Mukherjee : Steve

## Épisodes
1. Ne m'oubliez pas
2. L'imposteur
3. Kleptomanie
4. Sous les projecteurs

## Réception
The Daily Star a écrit que « si elle n'avait pas été associée au nom de Satyajit Ray, la série aurait très probablement obtenu un meilleur score rien que pour sa valeur de divertissement ».
Shreya Paul de Firstpost (en) a déclaré : « Dans une tentative d'intellectualisation de Satyajit Ray à travers une lentille contemporaine, Signé Satyajit Ray de Netflix aliène complètement son humanisme et sa facilité à décrire les vulnérabilités des gens ».
Taisa Bhowal de India Today a écrit : « Il n'aurait pas pu y avoir de meilleure façon de célébrer l'anniversaire de naissance de Satyajit Ray que de présenter le cinéaste-écrivain prolifique à une génération entière qui n'est peut-être pas familiarisée avec son héritage ».
Avinash Singh de Hindustan Dainik a salué la performance du casting, déclarant : « La durée de Signé Satyajit Ray est un peu choquante, mais les fins des histoires sont bonnes et les acteurs sont également capables de vous accrocher jusqu'à la fin de l'histoire ».
Rohan Naahar de Hindustan Times a écrit « Manoj Bajpayee, Harsh Varrdhan Kapoor, Ali Fazal et Radhika Madan dirigent une poignée d'excellents interprètes dans l'anthologie irrévérencieuse mais incohérente de Netflix, basée sur les nouvelles de Satyajit Ray ».

## Prix
| Année | Remise des prix   | Catégorie                                                       | Candidat / travail | Résultat | Réf.   |
| ----- | ----------------- | --------------------------------------------------------------- | ------------------ | -------- | ------ |
| 2021  | Prix Filmfare OTT | Meilleur film original Web                                      | Signé Satyajit Ray | Nommé    | [ 10 ] |
| 2021  | Prix Filmfare OTT | Meilleur acteur dans un film Web original                       | Manoj Bajpayee     | Nommé    | [ 10 ] |
| 2021  | Prix Filmfare OTT | Meilleure actrice dans un second rôle dans un film Web original | Radhika Madan      | Gagné    | [ 10 ] |